# Нововоскресеновка (Воронежская область)
Нововоскресеновка — село в Воронежской области.
Входит в Борисоглебский городской округ.

## География

### Улицы
- ул. Нововоскресеновская.

## Население
| 2010 |
| ---- |
| 41   |